# Vale do Ipojuca
Vale do Ipojuca is een van de 19 microregio's van de Braziliaanse deelstaat Pernambuco. Zij ligt in de mesoregio Agreste Pernambucano en grenst aan de microregio's Alto Capibaribe, Médio Capibaribe, Vitória de Santo Antão, Mata Meridional Pernambucana, Brejo Pernambucano, Garanhuns, Vale do Ipanema, Sertão do Moxotó, Cariri Ocidental (PB) en Cariri Oriental (PB). De microregio heeft een oppervlakte van ca. 720.099 km². In 2009 werd het inwoneraantal geschat op 828.290.
Zestien gemeenten behoren tot deze microregio:
- Alagoinha
- Belo Jardim
- Bezerros
- Brejo da Madre de Deus
- Cachoeirinha
- Capoeiras
- Caruaru
- Gravatá
- Jataúba
- Pesqueira
- Poção
- Riacho das Almas
- São Bento do Una
- São Caetano
- Sanharó
- Tacaimbó

Mesoregio's: Agreste Pernambucano · Mata Pernambucana · Metropolitana do Recife · São Francisco Pernambucano · Sertão Pernambucano

Microregio's: Alto Capibaribe · Araripina · Brejo Pernambucano · Fernando de Noronha · Garanhuns · Itamaracá · Itaparica · Mata Meridional Pernambucana · Mata Setentrional Pernambucana · Médio Capibaribe · Pajeú · Petrolina · Recife · Salgueiro · Sertão do Moxotó · Suape · Vale do Ipanema · Vale do Ipojuca · Vitória de Santo Antão